# Burgenlandi magyarok
A burgenlandi magyarok (más néven várvidéki magyarok) az ausztriai Burgenland tartományban élő magyarok.

## Történetük
A burgenlandi magyarok az 1920-as trianoni békeszerződés következtében kerültek Ausztriához.
2012-ben már nem csak a településeket jelző táblák, hanem kétnyelvű községekre utaló, kereszteződésekben, körforgalmakban irányt jelölő magyar és német nyelvű táblákra cserélték a korábbiakat. A tartományban 25 ezer euró költséggel összesen 51 településen – 4 magyar ajkú községben – helyeztek ki útjelző táblákat, elsősorban másodrendű utakon, illetve magukban a községekben.

## Demográfia

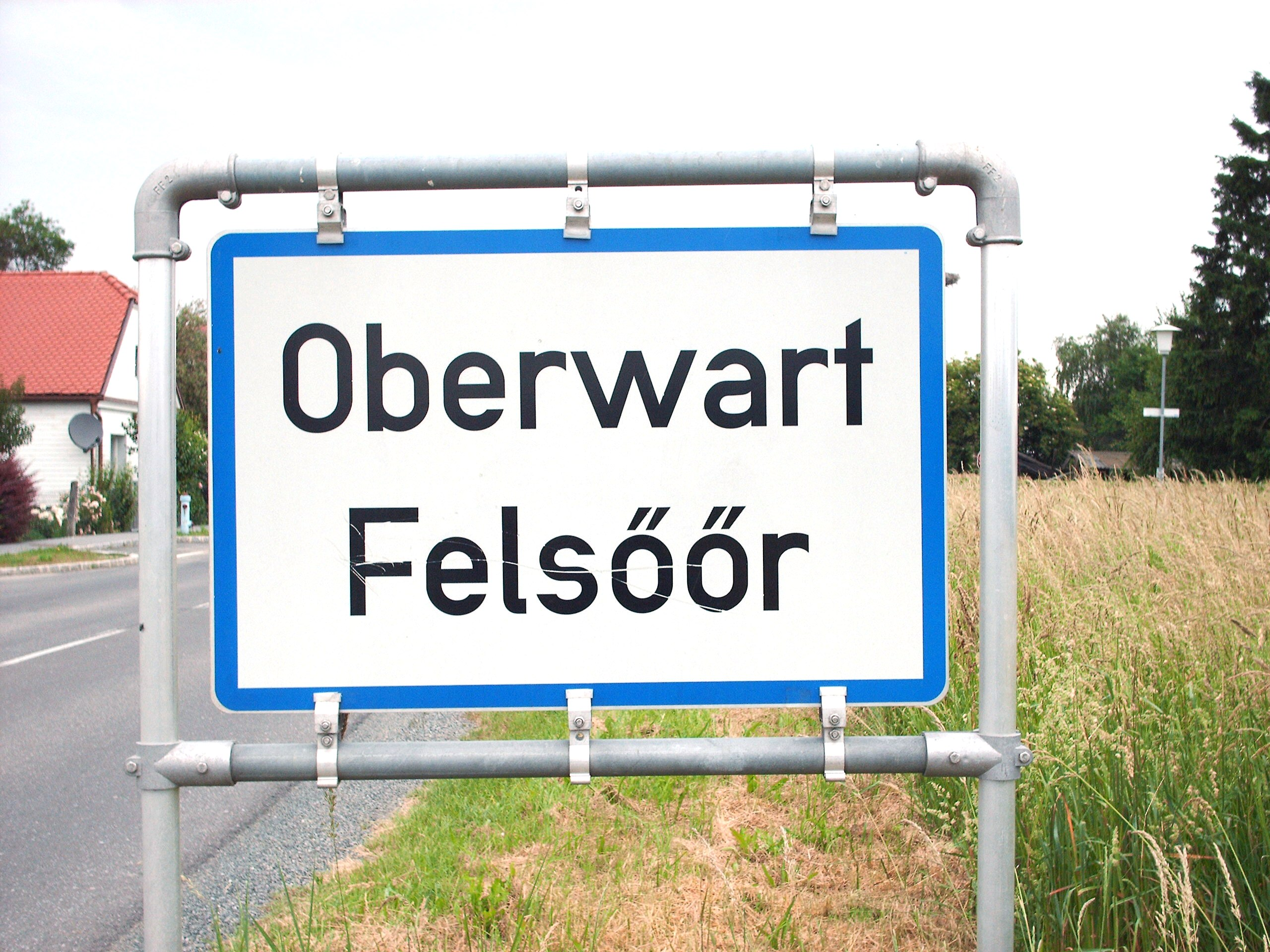
Kétnyelvű tábla Felsőőr határában

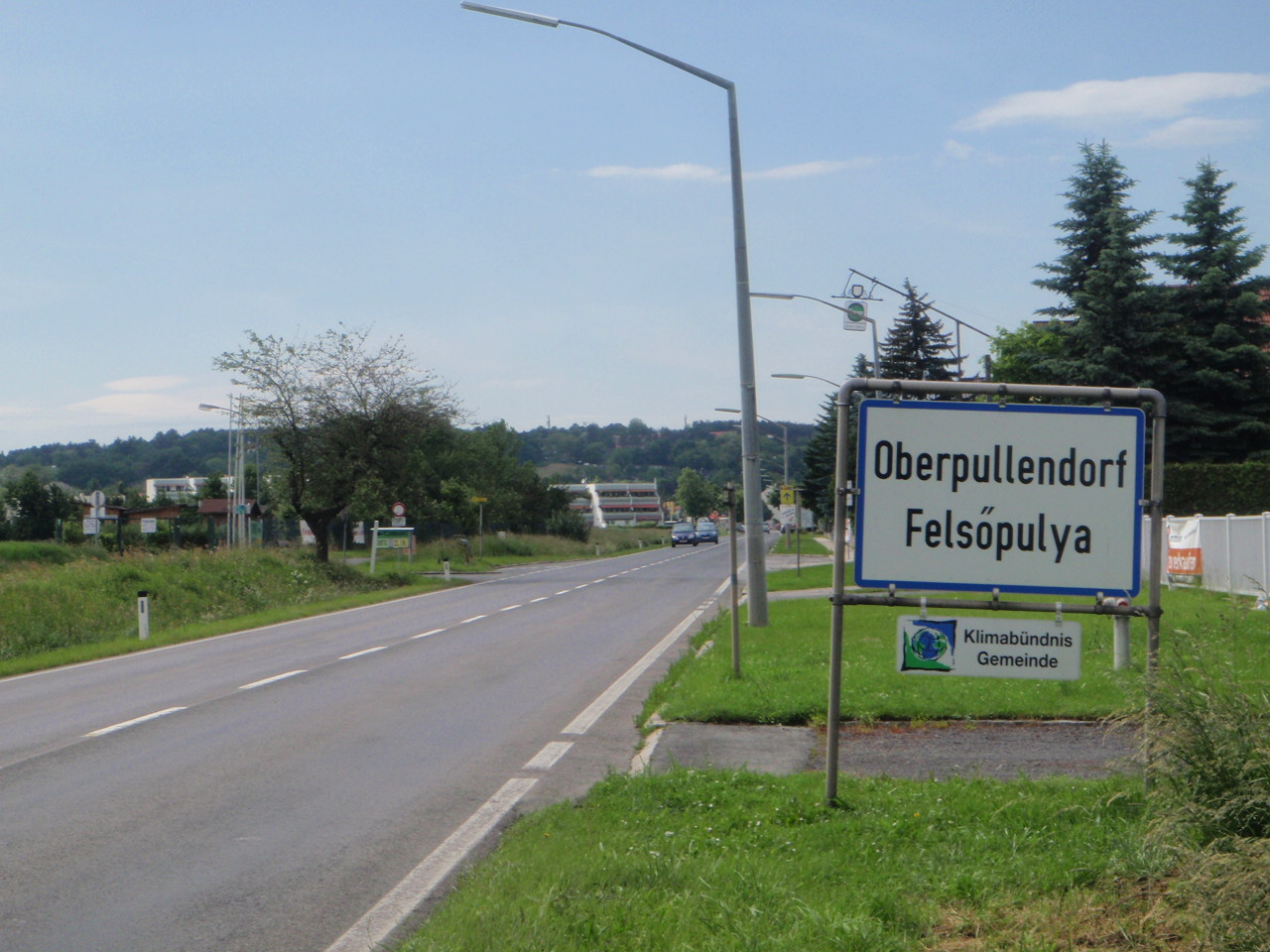
Felsőpulya kétnyelvű helységnévtáblája

A népesség 1920 óta az asszimiláció és egyéb okok következtében erősen megfogyatkozott. A népszámlálások adatai:
| Év   | A burgenlandi magyarok | A burgenlandi magyarok |
| Év   | száma (fő)             | aránya (%)             |
| ---- | ---------------------- | ---------------------- |
| 1880 | 11 162                 | 4,2                    |
| 1910 | 26 225                 | 9,0                    |
| 1923 | 15 254                 | 5,3                    |
| 1934 | 10 442                 | 3,5                    |
| 1951 | 5 251                  | 1,9                    |
| 1961 | 5 642                  | 2,1                    |
| 1971 | 5 673                  | 2,1                    |
| 1981 | 4 147                  | 1,5                    |
| 1991 | 6 763                  | 2,5                    |

## Magyarok által lakott nagyobb települések
A magyarok száma és aránya (2001):
- Felsőőr 1169 fő (17,5%)
- Alsóőr 521 fő (54%)
- Felsőpulya 603 fő (22%)
- Őrisziget 233 fő (81%)

## Oktatás
Őrvidéken a 2021/22-es tanévben az alsóőri elemi iskola (35 diák) és az őriszigeti elemi iskola (18 diák) minden tanulója magyarul is tanul. A többi iskolában, ahol magyarul is tanulnak a német mellett vagy kétnyelvű osztályok vannak, vagy a magyar nyelv, mint kötelezően választható tantárgy szerepel. A legnépesebb tanulói bázissal a Felsőőri Kétnyelvű Szövetségi Gimnázium rendelkezik, ahol elemi iskolás szinten 53 diák, 5-8 osztályos szinten 42 diák tanult kétnyelvű osztályokban. A Felsőőri járásban még Rohoncon (11 diák) és Újhodászon (19 diák) vannak magyarul is tanulók.
Felsőpulya kétnyelvű iskolájában jelenleg 14 diák tanult magyarul.  

## Politikai képviseletük
Az 1955-ös osztrák államszerződés az általános emberi jogokon túlmenően a burgenlandi kisebbségek jogairól nem rendelkezett, a magyar népcsoportot meg sem említi. Az 1960-as években kiéleződő dél-tiroli kérdés megváltoztatta az osztrák kisebbségpolitikát.
Az 1976-os ún. „Népcsoporttörvény” (németül Volksgruppengesetz) szabályozta először általában a kisebbségek helyzetét, a konkrét részletek kidolgozását azonban a központi és a tartományi kormányra hagyta. 1979-ben jött létre a Magyar Népcsoporttanács, amelynek azonban csak tanácsadói joga van, a magyarokat érintő döntéseket nem hozhat. A Népcsoporttanács 1993-tól 16 tagból áll, közülük 8 a burgenlandi, 8 a bécsi (és alsó-ausztriai) magyarokat képviseli. A Népcsoporttanácsban 8 fő kinevezett, 8 fő pedig a különféle magyar egyesületek által delegált személy.
2000 óta kétnyelvű helységnévtáblák találhatók Alsóőr, Felsőőr, Felsőpulya és Őrisziget határában. Ezeken a településeken a magyar nyelv 2000-től a hivatalokban is használható.

## Média
Az osztrák ORF közszolgálati televízió burgenlandi tartományi stúdiója 1990 óta, immár évi hat alkalommal Adj' Isten, magyarok! címmel félórás műsort sugároz. 2002-től az Osztrák Rádió burgenlandi stúdiója napi 15 perces műsort sugároz a magyar kisebbség számára, vasárnaponként pedig 55 perces magyar nyelvű magazinműsort ad. Hétfőnként egy 20 perces magyar nyelvű kulturális műsor is hallható a Radio Burgenlandon. A 88.6 Der Musiksender Rádió három burgenlandi adója heti két alkalommal 2 órás magyar nyelvű műsort sugároz. A felsőpulyai Radio OP heti több alkalommal is sugároz műsort magyar műsorvezetővel.

## Lásd még
- Burgenlandi horvátok